# Vilken jävla cirkus
Vilken jävla cirkus är en svensk film som hade biopremiär den 20 oktober 2017. Helena Bergström är regissör. Gustav Lind och Molly Nutley 
har huvudrollerna. 

## Handling
Studenten Hugo förälskar sig i violinisten Agnes. En dag tar Agnes livet av sig och Hugo blir deprimerad. Ett år senare cyklande på väg till Agnes grav väjer Hugo i hög fart när han nästan kör på en gris, han kraschar och förlorar medvetandet. När han vaknar är han på Cirkus Margot, en nergången cirkus med diverse udda och olyckliga själar. En romans med hästskötaren Anna tar sin början.

## Medverkande
- Gustav Lindh
- Evin Ahmad
- Molly Nutley
- Tomas von Brömssen
- Johan Widerberg
- Aliette Opheim
- Vanna Rosenberg
- Trolle Rhodin
- Agneta Ehrensvärd
- Marta Oldenburg